# أياكو ماتسومورا
أياكو ماتسومورا (باليابانية: 松村亜矢子؛ بالكانا: まつむら あやこ) هي سباحة متزامنة يابانية، ولدت في 8 يناير 1982 في كاسوغاي في اليابان.

## وصلات خارجية
- أياكو ماتسومورا على موقع الاتحاد الدولي للسباحة (الإنجليزية)
- أياكو ماتسومورا على موقع أوليمبيديا (الإنجليزية)